# Judy Davis
Judy Davis (Perth, Australia Occidental; 23 de abril de 1955) es una actriz australiana de cine, teatro y televisión. Por su trabajo ha ganado ocho Premios AACTA, dos Premios BAFTA por la película My Brilliant Career (1979) y ha sido candidata a los Premios Óscar por Pasaje a la India (1984) y Husbands and Wives (1992). Además ha ganado el Emmy en tres ocasiones por Serving in Silence (1995), Life with Judy Garland: Me and My Shadows (2001) y The Starter Wife (2007).
Como estudiante del Instituto Nacional de Arte Dramático, Davis protagonizó la obra Romeo y Julieta junto a Mel Gibson. Otros de sus trabajos en el teatro son Piaf (Perth, 1980), Insignificance (Londres, 1982), Hedda Gabler (Sídney, 1986) y Hapgood (Los Ángeles, 1989). Entre sus trabajos adicionales en el cine se encuentran Winter of Our Dreams (1981), Heatwave (1983), High Tide (1987), Impromptu (1991), Naked Lunch (1991), Barton Fink (1992), Poder absoluto (1997), Deconstructing Harry (1997), The Break-Up (2006), The Eye of the Storm (2011) y The Dressmaker (2015).

## Vida personal
Davis nació en Perth, Australia Occidental, y tuvo una crianza católica estricta. Fue educada en Loreto Convent y en el Western Australian Institute of Technology. En 1977 se graduó en el Instituto Nacional de Arte Dramático (NIDA). En 1984 se casó con el actor y también graduado de NIDA Colin Friels, con quien tiene dos hijos: el actor Jack Friels (1987) y Charlotte Friels (1997).

## Carrera
Uno de sus primeros papeles notables como actriz fue el de Sybylla Melvyn en la cinta My Brilliant Career (1979), por la cual ganó el BAFTA a la mejor actriz y la mejor actriz nueva. También protagonizó Winter of Our Dreams (1981), interpretando a una adicta a la heroína, y Heatwave. Su carrera internacional comenzó en 1981 después de interpretar a Golda Meir en el docudrama para la televisión Una mujer llamada Golda, protagonizado por Ingrid Bergman, y un rol como terrorista en el filme británico Who Dares Wins (1982).
Posteriormente, fue seleccionada para encarnar a Adela Quested en Pasaje a la India (1984) de David Lean, una adaptación de la novela de Edward Morgan Forster, por la cual recibió una candidatura a los Oscar como mejor actriz. Regresó al cine australiano para actuar en Kangaroo (1987), interpretando a la esposa de un escritor, y High Tide (1987), como una despreocupada madre que intenta reunirse con su hija adolescente que está siendo criada por su abuela paterna. Por ambos papeles se llevó el Premio AACTA, y por el breve periodo de exhibición de High Tide en los cines de Estados Unidos ganó un premio otorgado por la National Society of Film Critics. En 1990, hizo un cameo en Alice de Woody Allen.
En 1991, apareció en la película Barton Fink dirigida por los hermanos Coen, la cual ganó la Palma de Oro en el Festival de Cannes, y en Naked Lunch, adaptación dirigida por David Cronenberg de la novela del mismo nombre. Obtuvo un Premio Independent Spirit por su trabajo como la escritora George Sand en Impromptu y volvió a actuar en una adaptación de una de las novelas de Edward Morgan Forster, Where Angels Fear to Tread. En 1992, tuvo un rol principal en Husbands and Wives de Woody Allen, como una de las mitades de una pareja que se está divorciando. Por dicha actuación recibió nominaciones a los premios Oscar y Globo de Oro como la mejor actriz de reparto.

## Filmografía

### Cine
| Año  | Título                               | Papel                      | Director(es)       | Notas | Ref.   |
| ---- | ------------------------------------ | -------------------------- | ------------------ | ----- | ------ |
| 1977 | High Rolling                         | Lynn                       | Igor Auzins        |       | [ 4 ]  |
| 1979 | My Brilliant Career                  | Sybylla Melvyn             | Gillian Armstrong  |       | [ 5 ]  |
| 1981 | Hoodwink                             | Sarah                      | Claude Whatham     |       | [ 6 ]  |
| 1981 | Winter of Our Dreams                 | Lou                        | John Duigan        |       | [ 6 ]  |
| 1982 | Who Dares Wins                       | Frankie Leith              | Ian Sharp          |       | [ 6 ]  |
| 1983 | Heatwave                             | Kate Dean                  | Phillip Noyce      |       | [ 7 ]  |
| 1984 | A Passage to India                   | Adela Quested              | David Lean         |       | [ 6 ]  |
| 1986 | Kangaroo                             | Harriet Somers             | Tim Burstall       |       | [ 8 ]  |
| 1987 | High Tide                            | Lilli                      | Gillian Armstrong  |       | [ 9 ]  |
| 1988 | Georgia                              | Nina Bailley/Georgia White | Ben Lewin          |       | [ 10 ] |
| 1990 | Alice                                | Vicki                      | Woody Allen        |       | [ 11 ] |
| 1991 | Barton Fink                          | Audrey Taylor              | Joel Coen          |       | [ 11 ] |
| 1991 | Impromptu                            | George Sand                | James Lapine       |       | [ 9 ]  |
| 1991 | Where Angels Fear to Tread           | Harriet Harriton           | Charles Sturridge  |       | [ 12 ] |
| 1991 | Naked Lunch                          | Joan Lee/Joan Frost        | David Cronenberg   |       | [ 13 ] |
| 1991 | On My Own                            | The Mother                 | Antonio Tibaldi    |       | [ 14 ] |
| 1992 | Husbands and Wives                   | Sally                      | Woody Allen        |       | [ 15 ] |
| 1993 | Dark Blood                           | Buffy                      | George Sluizer     |       | [ 12 ] |
| 1994 | The Ref                              | Caroline Chasseur          | Ted Demme          |       | [ 11 ] |
| 1994 | The New Age                          | Katherine Witner           | Michael Tolkin     |       | [ 16 ] |
| 1996 | Children of the Revolution           | Joan Fraser                | Peter Duncan       |       | [ 12 ] |
| 1997 | Deconstructing Harry                 | Lucy                       | Woody Allen        |       | [ 12 ] |
| 1997 | Absolute Power                       | Gloria Russell             | Clint Eastwood     |       | [ 11 ] |
| 1997 | Blood and Wine                       | Suzanne Gates              | Bob Rafelson       |       | [ 11 ] |
| 1998 | Celebrity                            | Robin Simon                | Woody Allen        |       | [ 17 ] |
| 2001 | The Man Who Sued God                 | Anna Redmond               | Mark Joffe         |       | [ 18 ] |
| 2001 | Gaudi Afternoon                      | Cassandra Reilly           | Susan Seidelman    |       | [ 19 ] |
| 2003 | Swimming Upstream                    | Dora Fingleton             | Russell Mulcahy    |       | [ 20 ] |
| 2006 | The Break-Up                         | Marilyn Dean               | Peyton Reed        |       | [ 21 ] |
| 2006 | Marie Antoinette                     | Comtesse de Noailles       | Sofia Coppola      |       | [ 22 ] |
| 2011 | The Eye of the Storm                 | Dorothy de Lascabanes      | Fred Schepisi      |       | [ 23 ] |
| 2012 | To Rome with Love                    | Phyllis                    | Woody Allen        |       | [ 24 ] |
| 2013 | The Young and Prodigious T.S. Spivet | Jibsen                     | Jean-Pierre Jeunet |       | [ 25 ] |
| 2015 | The Dressmaker                       | Molly Dunnage              | Jocelyn Moorhouse  |       | [ 26 ] |
| 2021 | Nitram                               | Madre                      | Justin Kurzel      |       | [ 27 ] |

### Televisión
| Año  | Título                                               | Papel                | Notas                                     | Ref.   |
| ---- | ---------------------------------------------------- | -------------------- | ----------------------------------------- | ------ |
| 1980 | Water Under the Bridge                               | Carrie Mazzini       | Miniserie                                 |        |
| 1982 | A Woman Called Golda                                 | Golda Myerson/Meir   | Telefilme                                 | [ 9 ]  |
| 1983 | The Merry Wives of Windsor                           | Mistress Ford        | Telefilme BBC Television Shakespeare      |        |
| 1986 | Rocket to the Moon                                   | Cleo Singer          | Obra de teatro grabada American Playhouse | [ 28 ] |
| 1991 | One Against the Wind                                 | Mary Lindell         | Telefilme                                 | [ 14 ] |
| 1995 | Serving in Silence: The Margarethe Cammermeyer Story | Dianne               | Telefilme                                 | [ 11 ] |
| 1998 | The Echo of Thunder                                  | Gladwyn Ritchie      | Telefilme                                 | [ 29 ] |
| 1999 | Dash and Lilly                                       | Lillian Hellman      | Telefilme                                 | [ 12 ] |
| 1999 | A Cooler Climate                                     | Paula Tanner         | Telefilme                                 | [ 30 ] |
| 2001 | Life with Judy Garland: Me and My Shadows            | Judy Garland         | Miniserie                                 | [ 31 ] |
| 2003 | The Reagans                                          | Nancy Reagan         | Telefilme                                 | [ 32 ] |
| 2003 | Coast to Coast                                       | Maxine Pierce        | Telefilme                                 | [ 33 ] |
| 2006 | A Little Thing Called Murder                         | Sante Kimes          | Telefilme                                 | [ 31 ] |
| 2007 | The Starter Wife                                     | Joan McAllister      | Miniserie                                 | [ 34 ] |
| 2007 | Masters of Science Fiction: A Clean Escape           | Dr. Deanna Evans     | 2 episodios                               | [ 30 ] |
| 2009 | Diamonds                                             | Senator Joan Cameron | 2 episodios                               | [ 30 ] |
| 2011 | Page Eight                                           | Jill Tankard         | Telefilme                                 | [ 35 ] |
| 2014 | Salting the Battlefield                              | Jill Tankard         | Telefilme                                 |        |
| 2017 | Feud                                                 | Hedda Hopper         | 8 episodios                               | [ 30 ] |
| 2018 | Mystery Road                                         | Emma James           | 6 episodios                               | [ 36 ] |
| 2020 | Ratched                                              | Betsy Bucket         | 8 episodios                               | [ 37 ] |
| 2022 | Roar                                                 | Rosey                | 1 episodio                                |        |

## Premios
Premios Óscar
| Año  | Categoría               | Película          | Resultado |
| ---- | ----------------------- | ----------------- | --------- |
| 1985 | Mejor actriz            | Pasaje a la India | Nominada  |
| 1993 | Mejor actriz de reparto | Maridos y mujeres | Nominada  |

Premios BAFTA
| Año  | Categoría              | Película            | Resultado |
| ---- | ---------------------- | ------------------- | --------- |
| 1980 | Mejor actriz           | My Brilliant Career | Ganadora  |
| 1980 | Nueva estrella del año | My Brilliant Career | Ganadora  |
| 1992 | Mejor actriz           | Husbands and Wives  | Nominada  |

Premios Globo de Oro
| Año  | Categoría                                               | Película                                             | Resultado |
| ---- | ------------------------------------------------------- | ---------------------------------------------------- | --------- |
| 1991 | Mejor actriz de miniserie o telefilme                   | One Against the Wind                                 | Ganadora  |
| 1992 | Mejor actriz de reparto                                 | Husbands and Wives                                   | Nominada  |
| 1995 | Mejor actriz de reparto de serie, miniserie o telefilme | Serving in Silence: The Margarethe Cammermeyer Story | Nominada  |
| 1999 | Mejor actriz de miniserie o telefilme                   | Dash and Lilly                                       | Nominada  |
| 2001 | Mejor actriz de miniserie o telefilme                   | Life with Judy Garland: Me and My Shadows            | Ganadora  |
| 2003 | Mejor actriz de miniserie o telefilme                   | The Reagans                                          | Nominada  |

Premios Independent Spirit
| Año  | Categoría    | Película  | Resultado |
| ---- | ------------ | --------- | --------- |
| 1991 | Mejor actriz | Impromptu | Ganadora  |

Premios Primetime Emmy
| Año  | Categoría                                       | Trabajo                                              | Resultado |
| ---- | ----------------------------------------------- | ---------------------------------------------------- | --------- |
| 1982 | Mejor actriz de reparto - Miniserie o telefilme | A Woman Called Golda                                 | Nominada  |
| 1991 | Mejor actriz - Miniserie o telefilme            | One Against the Wind                                 | Nominada  |
| 1995 | Mejor actriz de reparto - Miniserie o telefilme | Serving in Silence: The Margarethe Cammermeyer Story | Ganadora  |
| 1998 | Mejor actriz - Miniserie o telefilme            | The Echo of Thunder                                  | Nominada  |
| 1999 | Mejor actriz - Miniserie o telefilme            | Dash and Lilly                                       | Nominada  |
| 2000 | Mejor actriz - Miniserie o telefilme            | A Cooler Climate                                     | Nominada  |
| 2001 | Mejor actriz - Miniserie o telefilme            | Life with Judy Garland: Me and My Shadows            | Ganadora  |
| 2003 | Mejor actriz - Miniserie o telefilme            | The Reagans                                          | Nominada  |
| 2006 | Mejor actriz - Miniserie o telefilme            | A Little Thing Called Murder                         | Nominada  |
| 2007 | Mejor actriz de reparto - Miniserie o telefilme | The Starter Wife                                     | Ganadora  |
| 2012 | Mejor actriz de reparto - Miniserie o telefilme | Page Eight                                           | Nominada  |
| 2017 | Mejor actriz de reparto - Miniserie o telefilme | Feud                                                 | Nominada  |

Premios del Sindicato de Actores
| Año  | Categoría                                          | Trabajo                                   | Resultado |
| ---- | -------------------------------------------------- | ----------------------------------------- | --------- |
| 1999 | Mejor actriz de televisión - Miniserie o telefilme | A Cooler Climate                          | Nominada  |
| 2001 | Mejor actriz de televisión - Miniserie o telefilme | Life with Judy Garland: Me and My Shadows | Ganadora  |